# 岡崎市立矢作西小学校

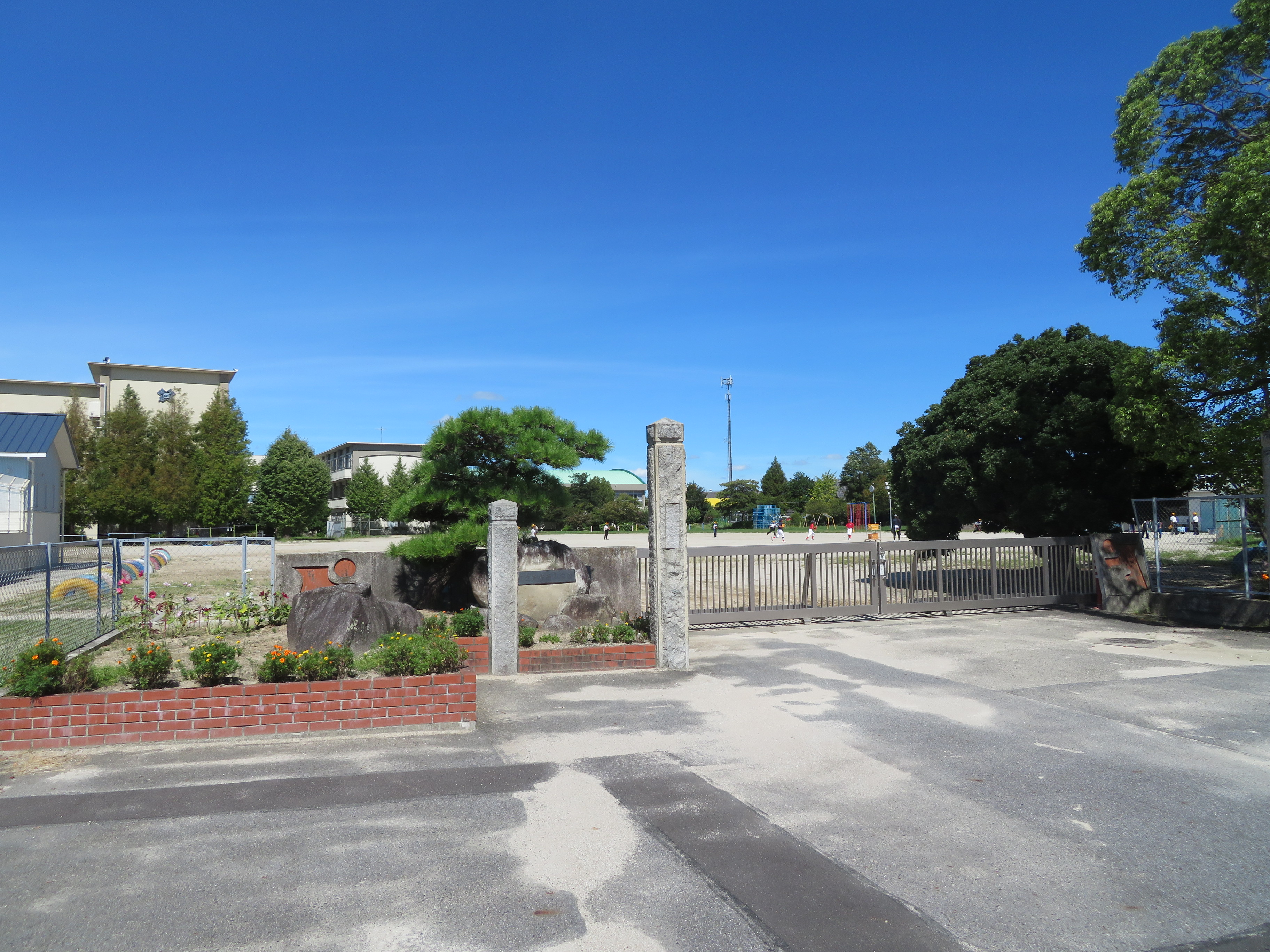
東側の校門

岡崎市立矢作西小学校（おかざきしりつ やはぎにししょうがっこう）は、愛知県岡崎市宇頭町にある公立小学校。

## 概要
矢作南小学校（全域）と矢作東小学校（一部の区域）とともに、岡崎市立矢作中学校の学区を構成する。
| 調査日       | 児童数 | 通常学級 | 特別支援学級 |
| ------------ | ------ | -------- | ------------ |
| 2013年4月8日 | 388人  | 12       | 2            |
| 2019年5月1日 | 350人  | 14       | 4            |
| 2020年5月1日 | 343人  | 12       | 4            |
| 2021年5月1日 | 342人  | 12       | 4            |

部活動は、ソフトボール部（男子）、バレーボール部（女子）、バスケットボール部（男子）、陸上部（シーズン選抜）、水泳部、音楽部などがある。

## 学区
| 町名                                           | 進学先     |
| ---------------------------------------------- | ---------- |
| 宇頭町、西本郷町、宇頭南町、宇頭北町、宇頭東町 | 矢作中学校 |

## 沿革
- 1924年（大正13年） - 矢作第一尋常小学校として開校[5]。
- 1941年（昭和16年） - 現校名に改称。

## 著名な出身者
- 図師光博 （俳優）
- 岡村孝子 （シンガーソングライター）[6][7]